# Dicranomyia (Dicranomyia) calianensis
Dicranomyia (Dicranomyia) calianensis is een tweevleugelige uit de familie steltmuggen (Limoniidae). De soort komt voor in het Oriëntaals gebied.